# Saint-Silvain-Bas-le-Roc
Saint-Silvain-Bas-le-Roc är en kommun i departementet Creuse i regionen Nouvelle-Aquitaine i de centrala delarna av Frankrike. Kommunen ligger i kantonen Boussac som tillhör arrondissementet Guéret. År 2022 hade Saint-Silvain-Bas-le-Roc 409 invånare.

## Befolkningsutveckling
Antalet invånare i kommunen Saint-Silvain-Bas-le-Roc
Referens:INSEE